# Masahiko Harada
Masahiko Harada –en japonés, 原田雅彦, Harada Masahiko– (Kamikawa, 9 de mayo de 1969) es un deportista japonés que compitió en salto en esquí. 
Participó en cinco Juegos Olímpicos de Invierno, entre los años 1992 y 2006, obteniendo en total tres medallas: plata en Lillehammer 1994, en la prueba por equipos (junto con Jinya Nishikata, Takanobu Okabe y Noriaki Kasai), y dos en Nagano 1998, oro en la prueba por equipos (con Takanobu Okabe, Hiroya Saito y Kazuyoshi Funaki) y bronce en el trampolín grande individual.
Ganó seis medallas en el Campeonato Mundial de Esquí Nórdico entre los años 1993 y 1999.

## Palmarés internacional
| Juegos Olímpicos   | Juegos Olímpicos      | Juegos Olímpicos  | Juegos Olímpicos |
| Año                | Lugar                 | Medalla           | Prueba           |
| ------------------ | --------------------- | ----------------- | ---------------- |
| 1994               | Lillehammer (Noruega) | Medalla de plata  | TG por equipos   |
| 1998               | Nagano (Japón)        | Medalla de oro    | TG por equipos   |
| 1998               | Nagano (Japón)        | Medalla de bronce | TG individual    |
| Campeonato Mundial |                       |                   |                  |
| Año                | Lugar                 | Medalla           | Prueba           |
| 1993               | Falun (Suecia)        | Medalla de oro    | TN individual    |
| 1997               | Trondheim (Noruega)   | Medalla de oro    | TG individual    |
| 1997               | Trondheim (Noruega)   | Medalla de plata  | TN individual    |
| 1997               | Trondheim (Noruega)   | Medalla de plata  | TG por equipos   |
| 1999               | Ramsau (Austria)      | Medalla de plata  | TG por equipos   |
| 1999               | Ramsau (Austria)      | Medalla de bronce | TN individual    |